# Eagle Empire
Eagle Empire ist ein Action-Computerspiel, das 1983 von der Spielefirma Alligata Software für den BBC Micro entwickelt wurde.

## Beschreibung
Eagle Empire basiert auf dem Arcadespiel Phoenix von 1980. Das Spiel ist ein top-down Weltraum-Shooter. Der Spieler kontrolliert horizontal ein Raumschiff am unteren Rand des Bildschirms und kann Schüsse nach oben hin abgeben. Die Gegner kommen vom oberen Rand des Spielfeldes und bewegen sich, ebenfalls schießend, nach unten. Zusätzlich hat das Raumschiff noch einen Schutzschild.
Um eine Spielrunde zu beenden, muss man mit einem Raumschiff vier Angriffswellen abwehren und dann versuchen den Kommandanten der Basis zu vernichten.
- Convoi Phoenix (1. Welle): Die Gegner (Phönix) bilden eine Formation aus der immer einige ausbrechen und versuchen das Raumschiff durch Kollision oder Beschuss zu zerstören.
- Diving Phoenix (2. Welle): Der Ablauf ist wie bei der ersten Angriffswelle, aber die Gegner sind schneller.
- Eagle blau (3. Welle): Die Gegner erscheinen in einer Formation von acht Eiern (Eggs), aus denen die Eagles schlüpfen. Man muss einen Eagle genau in der Mitte treffen, um ihn zu vernichten.
- Eagle lila (4. Welle): Der Ablauf ist wie bei der dritten Angriffswelle, aber die Gegner sind schneller.
- Emperor (Gegnerbasis): Ziel ist es, den Kommandanten der Basis zu vernichten. Dazu zerstört man zuerst die äußere Schutzschicht (lila) und dann die innere Schutzschicht (blau) der Basis. Je größer die Zerstörung der äußeren Schutzschicht der Basis ist, desto mehr Punkte erhält man. Der Abstand zwischen der Basis und dem eigenen Raumschiff verringert sich kontinuierlich. Bei Berührung mit der Gegnerbasis wird das eigene Raumschiff zerstört.

Nach der Zerstörung der Gegnerbasis beginnt die nächste Spielrunde mit etwas aggressiveren Gegnern.

## Portierungen
Das Spiel wurde für folgende Systeme veröffentlicht:
- Commodore 64 (1984)